# 渡辺健太 (サッカー選手)
渡辺 健太（わたなべ けんた、1998年4月28日 - ）は、和歌山県出身のプロサッカー選手。ポジションはゴールキーパー。

## 来歴
小学4年、5年生時はドッジボールをプレーし、小学6年生からサッカーを始める。ドッジボールは中学生になると競技環境がなくなるため、「何か共通するスポーツは無いかなと考えたときに、サッカーのゴールキーパーが思い浮かんだ」のが転向の理由だった。中学1年生のときにガンバ大阪のセレクションに合格し、G大阪ジュニアユース入り。G大阪ユースでは2016年、3年生のときにレギュラーになった。同年には2種登録選手としてトップチームに登録された。
2016年11月12日、FC町田ゼルビアから内定したことが発表された。
2019年12月28日、福島ユナイテッドFCへ期限付き移籍することが発表された。
2021年1月7日、カマタマーレ讃岐へ完全移籍することが発表された。
2022年11月9日、カマタマーレ讃岐は契約期間の満了と来季に向けて契約を更新しないことを発表。
同年11月29日、カンセキスタジアムとちぎで行われたJリーグ合同トライアウトに出場した。
2023年1月12日、アスルクラロ沼津への完全移籍することが発表された。

## 所属クラブ
- 海南FCジュニア
- 海南FCエンジェルス
- 2011年 - 2013年 ガンバ大阪ジュニアユース（吹田市立第一中学校）
- 2014年 - 2016年 ガンバ大阪ユース（追手門学院高等学校）
  - 2016年 ガンバ大阪（2種登録選手）
- 2017年 - 2020年 FC町田ゼルビア
  - 2020年 福島ユナイテッドFC（期限付き移籍）
- 2021年 - 2022年 カマタマーレ讃岐
- 2023年 - アスルクラロ沼津

## 個人成績
| 国内大会個人成績 | 国内大会個人成績 | 国内大会個人成績 | 国内大会個人成績 | 国内大会個人成績 | 国内大会個人成績 | 国内大会個人成績 | 国内大会個人成績 | 国内大会個人成績 | 国内大会個人成績 | 国内大会個人成績 | 国内大会個人成績 |
| 年度             | クラブ           | 背番号           | リーグ           | リーグ戦         | リーグ戦         | リーグ杯         | リーグ杯         | オープン杯       | オープン杯       | 期間通算         | 期間通算         |
| 年度             | クラブ           | 背番号           | リーグ           | 出場             | 得点             | 出場             | 得点             | 出場             | 得点             | 出場             | 得点             |
| 日本             | 日本             | 日本             | 日本             | リーグ戦         | リーグ戦         | リーグ杯         | リーグ杯         | 天皇杯           | 天皇杯           | 期間通算         | 期間通算         |
| ---------------- | ---------------- | ---------------- | ---------------- | ---------------- | ---------------- | ---------------- | ---------------- | ---------------- | ---------------- | ---------------- | ---------------- |
| 2017             | 町田             | 31               | J2               | 0                | 0                | -                | -                | 0                | 0                | 0                | 0                |
| 2018             | 町田             | 31               | J2               | 0                | 0                | -                | -                | 0                | 0                | 0                | 0                |
| 2019             | 町田             | 31               | J2               | 0                | 0                | -                | -                | 0                | 0                | 0                | 0                |
| 2020             | 福島             | 50               | J3               | 12               | 0                | -                | -                | -                | -                | 12               | 0                |
| 2021             | 讃岐             | 16               | J3               | 3                | 0                | -                | -                | 0                | 0                | 3                | 0                |
| 2022             | 讃岐             | 16               | J3               | 2                | 0                | -                | -                | -                | -                | 2                | 0                |
| 2023             | 沼津             | 50               | J3               | 8                | 0                | -                | -                | -                | -                | 8                | 0                |
| 2024             | 沼津             | 50               | J3               | 14               | 0                | 0                | 0                | 0                | 0                | 14               | 0                |
| 2025             | 沼津             | 1                | J3               |                  |                  |                  |                  |                  |                  |                  |                  |
| 通算             | 日本             | 日本             | J2               | 0                | 0                | -                | -                | 0                | 0                | 0                | 0                |
| 通算             | 日本             | 日本             | J3               | 39               | 0                | 0                | 0                | 0                | 0                | 39               | 0                |
| 総通算           | 総通算           | 総通算           | 総通算           | 39               | 0                | 0                | 0                | 0                | 0                | 39               | 0                |

出場歴
- Jリーグ初出場 - 2020年10月18日 J3第22節 vsFC岐阜（岐阜メモリアルセンター長良川競技場）

## タイトル

### クラブ
カマタマーレ讃岐
- 香川県サッカー選手権大会：1回（2021年）

アスルクラロ沼津
- 静岡県サッカー選手権大会：1回（2023年）